# Čelčice
Obec Čelčice se nachází v okrese Prostějov v Olomouckém kraji. Je to středně velká ves, ležící přibližně jedenáct kilometrů severozápadním směrem od Kojetína a asi 9 km jihovýchodně od Prostějova. Žije zde 509 obyvatel.

## Název
Název Čelčice vznikl jako pojmenování vesnice lidí Čelkových, původně se k roku 1342 objevuje termín de Czelczycz, v roce 1349 in Czelcizicz. V průběhu let se název měnil a vyvíjel - Celcicz, Celcizicz, Czyelczic, Czelczicze, Czelczicz, Czelcžycz, Cželcžicž, Cželczitz, Cželtschitz, Czelczitz, Czeltschitz, Čelčitz, Čelčice. Během německé okupace se užíval název Tscheltschitz.

## Poloha a vybavení obce
Na severozápadní straně sousedí Čelčíce s Čehovicemi, na západě se Skalkou, na jihu s Pivínem, na jihovýchodní straně s Klenovicemi na Hané a na severovýchodě s Ivaní. Obec se rozkládá v nadmořské výšce 209 m n. m. na svahu posledního výběžku Drahanské vrchoviny, který se mírně svažuje k severovýchodu a přechází v rovinnou krajinu při řece Valové a Moravě.
Podle Statistického lexikonu obcí z roku 2005, odrážející výsledky sčítaní lidu v roce 2001, v obci stálo 175 domů (153 trvale obydlené), ve kterých žilo 558 obyvatel. V současné době není v obci škola, fara, pošta ani zdravotní středisko. Je zde vybudován veřejný vodovod, rozvod plynu a dešťová kanalizace.

## Doprava
Vesnice leží na elektrizované železniční trati Nezamyslice–Olomouc, na které leží stejnojmenná zastávka, a na silnici druhé třídy II/367.

## Historie
Historická náves tvořena selskými grunty měla tvar podkovy obrácené k východu, otevřené pouze na západní straně. Chalupy se nacházely po obou krajích vsi. Tato orientace byla v minulosti zvolena aby byla ves lépe chráněna před nepřítelem nebo dravou zvěří. Uzavřenost obce ale mnohdy způsobovala nepříjemnosti cizím cestujícím jdoucím směrem k Ivani, Tovačovu nebo Oplocanům, kteří po vstupu do vsi museli hledat východ za humna.
V roce 1754 se v obecním katastru vyskytovaly polní trati Jahelník, Podlučí, Od rybníka, K rybníku, Klín, Ostrovy, Od Skalky, Dlouhá, Od boudy, Slač, K loukám, Plachetka, Obecnice, Za humny, Člup, Bezděkov, Padělky, Karabina, Okroužek a Hrubé díly.
Vesnice si udržovala tradiční vazby na sousední obec Klenovice na Hané, kde se nacházela fara, škola a pošta. Příležitostné bohoslužby se konaly v místní barokní kapli sv. Floriána. Přestože v minulosti patřila obec k politické správě Přerova a do soudního okresu Kojetín, obchodní styk fungoval díky výhodnějšímu dopravnímu spojení spíše s nedalekým Prostějovem. Obcí prochází silnice z Prostějova do Kojetína a nachází se zde také zastávka železnice na trati Nezamyslice - Olomouc, která měla velký význam pro hospodářský rozvoj.

## Obyvatelstvo

### Struktura
Vývoj počtu obyvatel za celou obec i za jeho jednotlivé části uvádí tabulka níže, ve které se zobrazuje i příslušnost jednotlivých částí k obci či následné odtržení.
| Místní části   | Místní části | 1869 | 1880 | 1890 | 1900 | 1910 | 1921 | 1930 | 1950 | 1961 | 1970 | 1980 | 1991 | 2001 | 2011 |
| -------------- | ------------ | ---- | ---- | ---- | ---- | ---- | ---- | ---- | ---- | ---- | ---- | ---- | ---- | ---- | ---- |
| Počet obyvatel | část Čelčice | 391  | 425  | 474  | 474  | 540  | 569  | 667  | 536  | 569  | 527  | 479  | 469  | 558  | 514  |
| Počet domů     | část Čelčice | 64   | 79   | 90   | 95   | 100  | 103  | 121  | 137  | 142  | 147  | 141  | 165  | 175  | 181  |

## Rodáci
• František Dohnal (31. 7. 1876 Čelčice – 28. 7. 1956 Prostějov),  ř. k. kněz vysvěcen 1900, básník, esejista, literární kritik, překladatel, zakladatel a jeden z nejaktivnějších členů a místopředseda olomoucké DLÚ, jež sdružovala v letech 1913-1948 katolické spisovatele.

## Pamětihodnosti
- Kaple svatého Floriána na návsi
- Kaplička svatého Jana Nepomuckého za nádražím v polích
- Kříž u polní kaple

## Fotogalerie

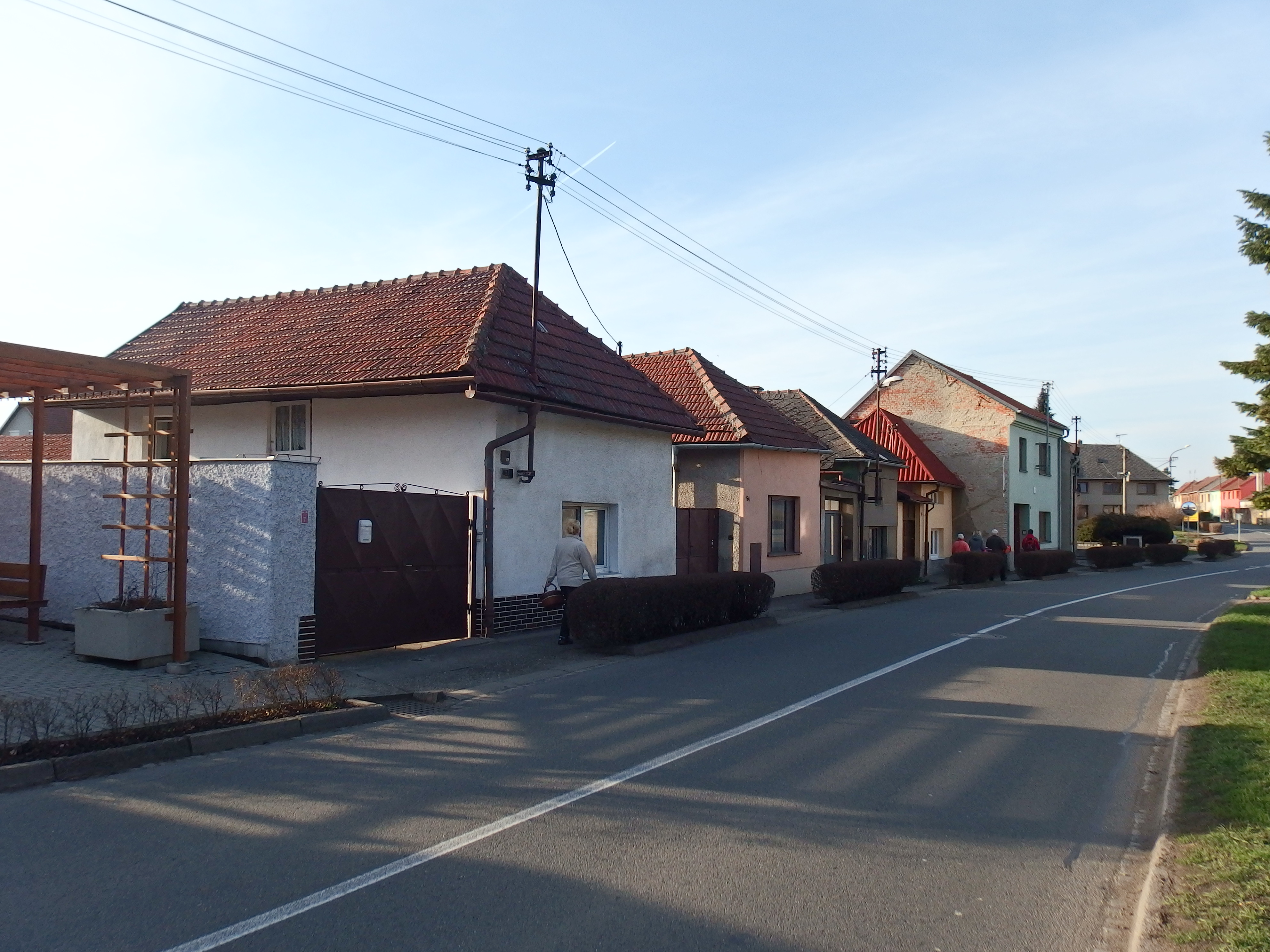
Domy při hlavní ulici, směr Prostějov
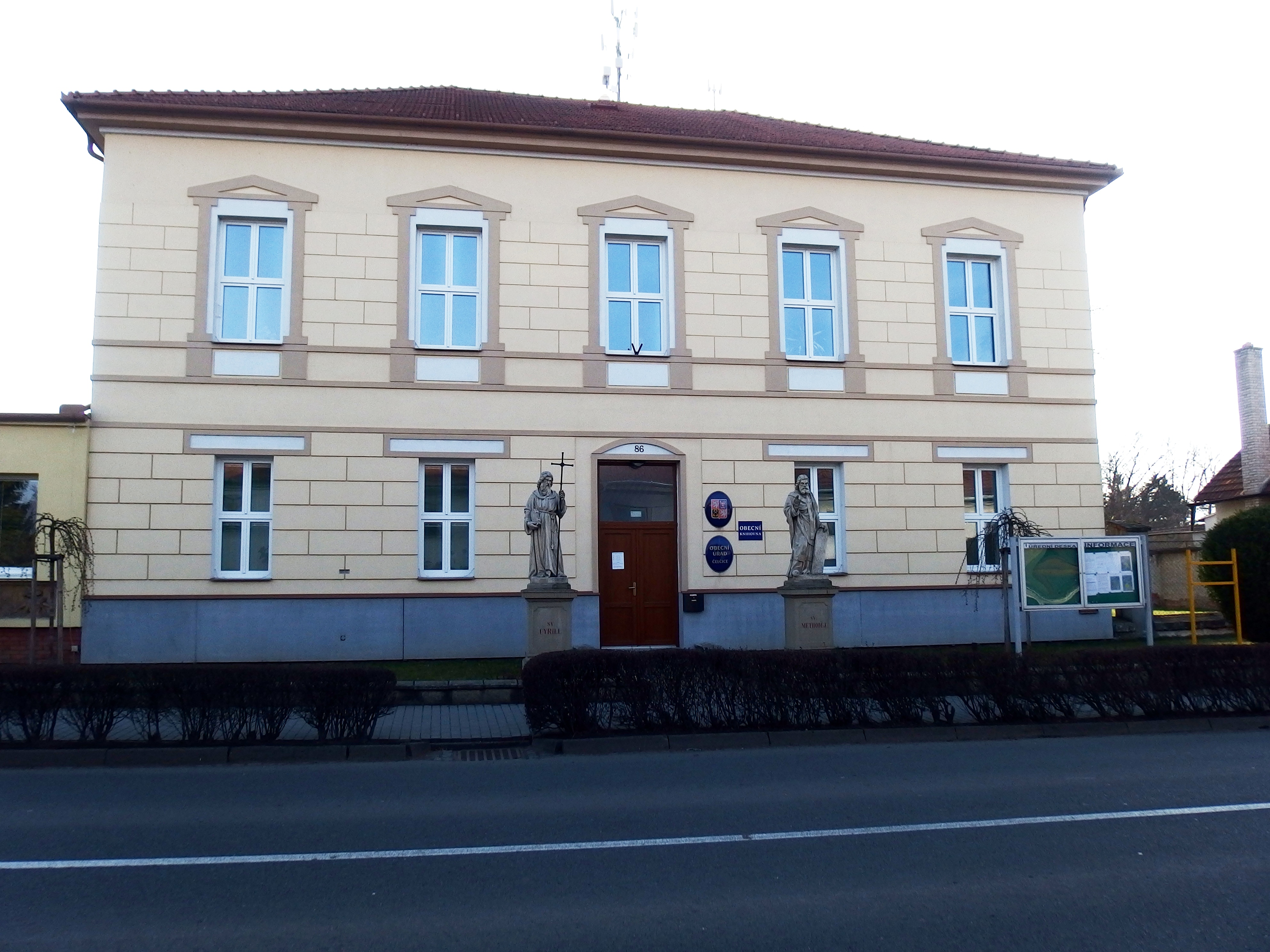
Obecní úřad se sochami svatých Cyrila a Metoděje
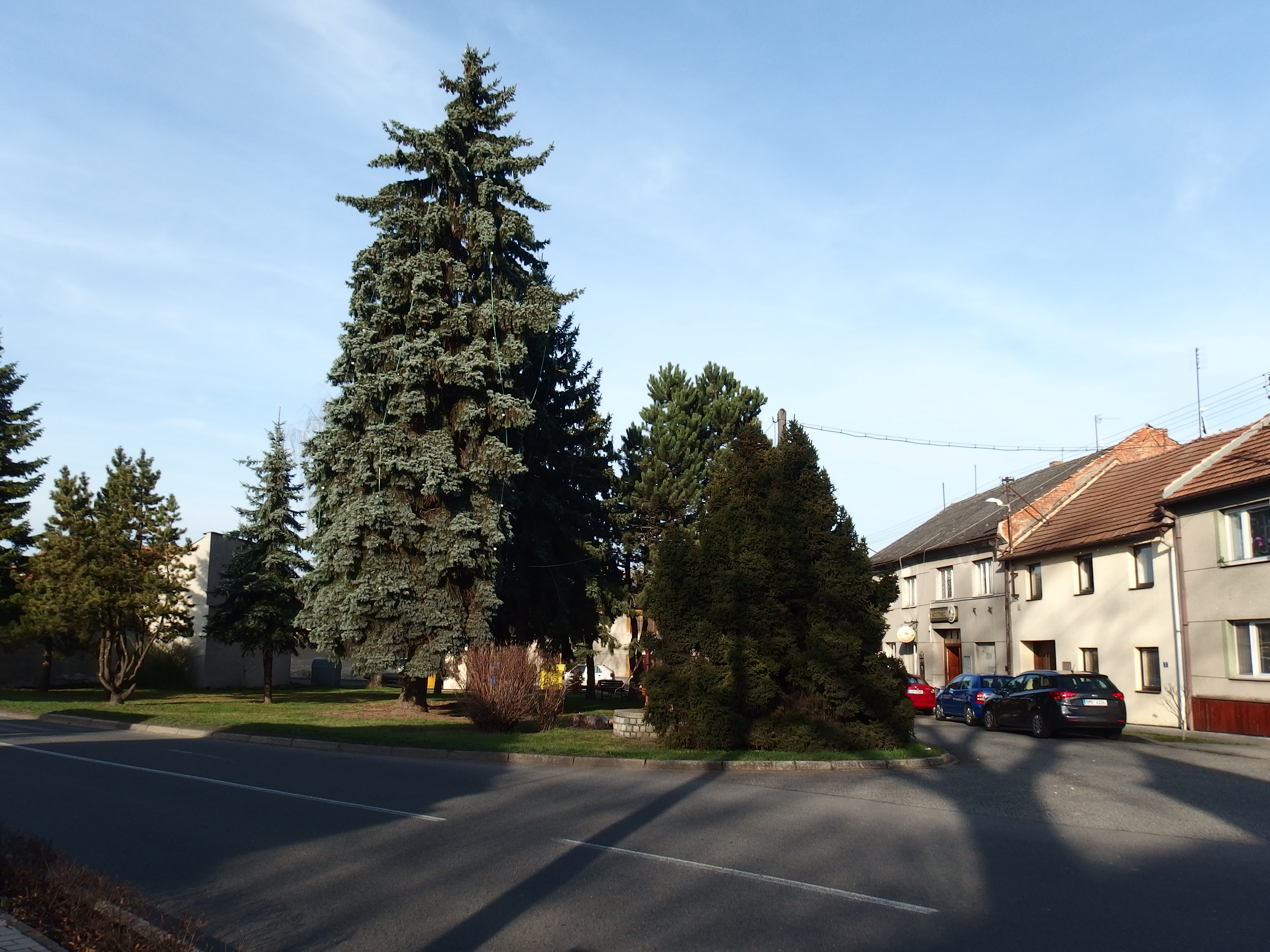
Náves
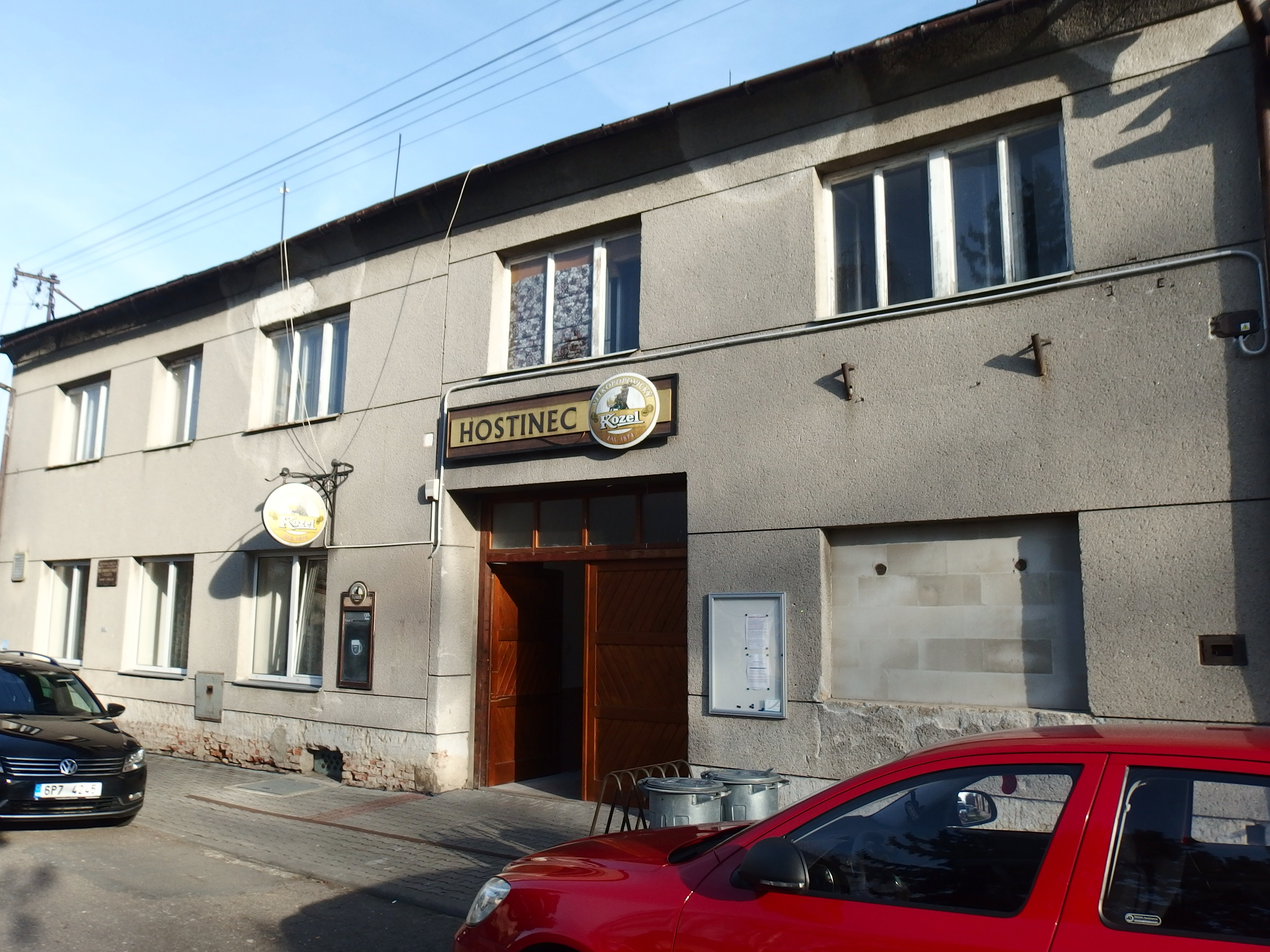
Hostinec
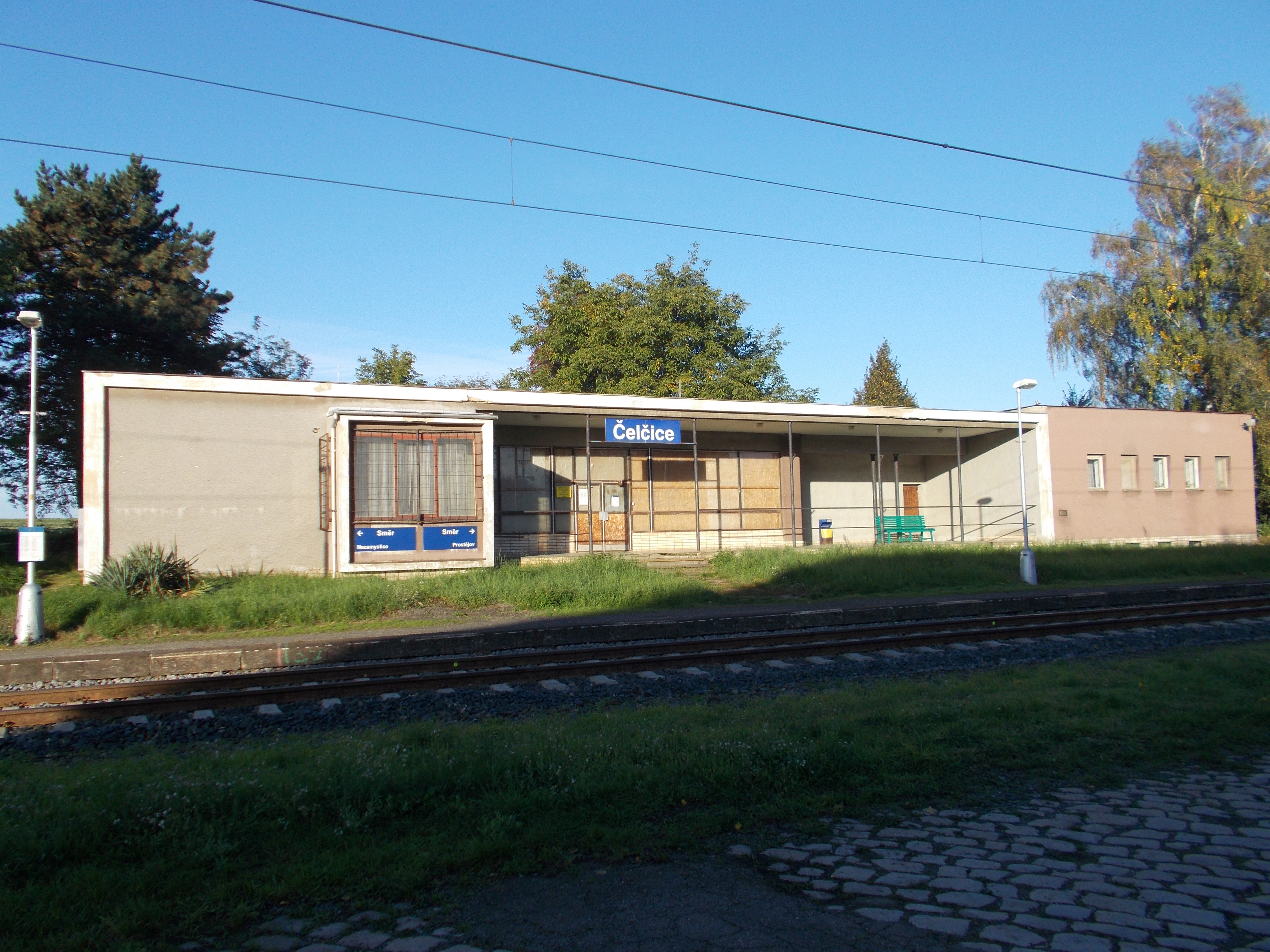
Železniční zastávka